# یونیون ویلیج (رود آیلند)

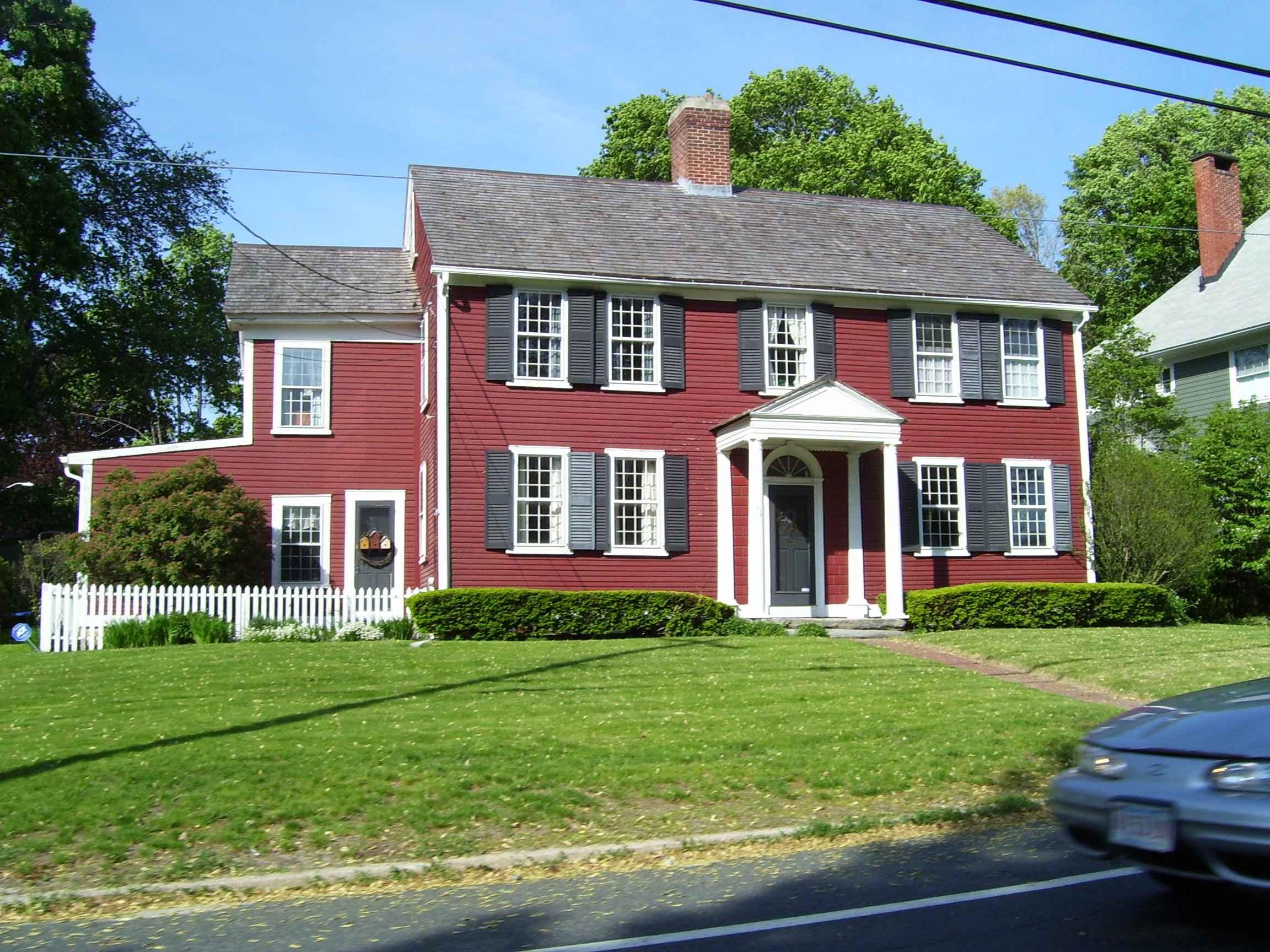
یونیون ویلیج، رود آیلند

یونیون ویلیج (به انگلیسی: Union Village) یک منطقهٔ مسکونی در ایالات متحده آمریکا است.